# Wilhelm V. (Aquitanien)
Wilhelm V., genannt der Große (Guillaume le Grand) (* 969; † 31. Januar 1030 in der Abtei Maillezais) aus der Familie der Ramnulfiden war seit 995 Herzog von Aquitanien und (als Wilhelm III.) Graf von Poitiers. Er war der Sohn von Wilhelm IV. (II.) und seiner Ehefrau Emma von Blois.
In Deutschland ist Wilhelm V. in erster Linie als Vater der Kaiserin und Regentin Agnes von Poitou bekannt.
Er war ein kultivierter und frommer Herrscher, der aus dem wohlhabenden aquitanischen Hof ein intellektuelles Zentrum in Südfrankreich machte, aufgrund seines Mangels an militärischen Fähigkeiten aber auch eine Reihe von Rückschlägen hinnehmen musste. So bat er König Robert II. (regierte 996–1031) um Hilfe, um seinen Vasallen, den Grafen von La Marche, in den Griff zu bekommen, der gemeinsame Feldzug endete jedoch mit einem Misserfolg. Von Fulko III., Graf von Anjou wurde er geschlagen, dem er daraufhin die Gegend um Loudun und Mirebeau überlassen musste. Die Wikinger fügten ihm 1006 eine weitere Niederlage zu. Schließlich verkleinerte er sein Gebiet um Confolens, Ruffec und Chabanais, um seinen Vasallen, den 
Grafen von Angoulême, zu belohnen.
Als Italiener 1024/1025 nach Frankreich kamen, um einen König für ihr Land zu suchen, und dabei mit dem König von Frankreich aneinandergerieten, als sie dessen Sohn Hugo ansprachen, wandten sie sich anschließend an Wilhelm, der auch nach Italien reiste, um den Vorschlag zu prüfen, dann aber wegen der unübersichtlichen politischen Lage in Italien für sich und seinen Sohn verzichtete.
Der Chronist Adémar de Chabannes schrieb einen Lobgesang auf Wilhelm, der dennoch eine der wichtigsten Quellen für seine Regierung ist.

## Ehen und Nachkommen
Wilhelm war dreimal verheiratet:
1. Adalmodis (Aumode) von Limoges, Witwe von Aldebert I., Graf von La Marche
  1. Wilhelm VI. (IV.) der Dicke (Guillaume le Gros), † 1038, Herzog von Aquitanien und Graf von Poitiers 1030–1038
2. Prisca (Brisque) von Gascogne, † vor 1018, Tochter von Wilhelm II. Herzog von Gascogne (Haus Gascogne)
  1. Odo (Eudes), † 1039, Herzog von Gascogne 1032–1039, Herzog von Aquitanien und Graf von Poitiers 1038–1039
  2. Adelais ⚭ Géraud I. Tranacléon Graf von Armagnac, † 1020
  3. Theobald (Thibault), † jung
3. Agnes von Burgund († 10. November 1068), Tochter von Otto Wilhelm, Graf von Burgund (Haus Burgund-Ivrea); ihr zweiter Ehemann war Gottfried II., Graf von Anjou
  1. Peter Wilhelm (Pierre-Guillaume), als Wilhelm VII. (V.) der Adler (Guillaume l’Aigle) Herzog von Aquitanien und Graf von Poitiers 1039–1058
  2. Guido Gottfried (Guy-Geoffroy), als Wilhelm VIII. (VI.) Herzog von Aquitanien und Graf von Poitiers 1058–1086
  3. Agnes von Poitou (* um 1025; † 14. Dezember 1077); ⚭ 1043 Heinrich III. (* 28. Oktober 1017; † 5. Oktober 1056, Herzog von Bayern, Herzog von Schwaben, König von Burgund, Mitkönig im HRR ab 1028, König ab 1039, Kaiser 1046–1056)